# 2014年6月臺灣
| << | 2014年6月 （民國103年） | >> |    |    |    |    |
| \| 日 \| 一 \| 二 \| 三 \| 四 \| 五 \| 六 \| \| 1 \| 2 \| 3 \| 4 \| 5 \| 6 \| 7 \| \| 8 \| 9 \| 10 \| 11 \| 12 \| 13 \| 14 \| \| 15 \| 16 \| 17 \| 18 \| 19 \| 20 \| 21 \| \| 22 \| 23 \| 24 \| 25 \| 26 \| 27 \| 28 \| \| 29 \| 30 \| \| \| \| \| \| \| \| \| \| \| \| \| \| |                         |    |    |    |    |    |
| 臺灣新聞動態／維基新聞 |                         |    |    |    |    |    |
| 世界／中国大陆／臺灣 |                         |    |    |    |    |    |
| 日 | 一                      | 二 | 三 | 四 | 五 | 六 |
| 1 | 2                       | 3  | 4  | 5  | 6  | 7  |
| 8 | 9                       | 10 | 11 | 12 | 13 | 14 |
| 15 | 16                      | 17 | 18 | 19 | 20 | 21 |
| 22 | 23                      | 24 | 25 | 26 | 27 | 28 |
| 29 | 30                      |    |    |    |    |    |
| |                         |    |    |    |    |    |

## 6月1日
- 中研院院長翁啟惠正式獲頒沃爾夫化學獎，是第一位獲獎時具有中華民國國民身分的臺灣人。中央社（页面存档备份，存于）

## 6月3日
- 配合精粹案，陸戰特勤隊將一次裁撤二分之一兵力，軍方已證實將在7月1日生效。自由時報（页面存档备份，存于）
- 副總統吳敦義將接任中國國民黨副主席，預定6月4日由主席馬英九提案。中央社（页面存档备份，存于）
- 陸委會針對六四事件25週年發表正式聲明，呼籲「大陸當局」能夠「坦然面對」，臺灣願協助人權方面的發展經驗。中央廣播電台
- 總統馬英九發表公開談話，針對六四事件呼籲「大陸當局能認真思考，儘速平反，確保永遠不再發生這樣的悲劇。」中央社（页面存档备份，存于）

## 6月4日
- 國立基隆高中證實正與國立臺灣海洋大學洽談合作，未來該校不排除併入海大成為其附屬中學。自由時報（页面存档备份，存于）
- 323佔領行政院事件後續：監察院開始約談當日下令驅離的高階警官。蘋果日報（页面存档备份，存于）
- 雲林縣一警察身為公務員違法兼差經營砂石生意，還欠稅4633萬，迄今只還100餘萬；而財政部國稅局明知該警察違法，竟還「輔導」其進行營業登記，亦引發爭議。聯合晚報

## 6月7日
- 臺南市市長賴清德於中國復旦大學之座談會中提到，臺獨在臺灣社會有共識也是民主進步黨的主張，但臺灣的前途於程序上仍須由全體臺灣人民決定。新頭殼（页面存档备份，存于）

## 6月11日
- 愛丁堡地方法院宣判，在臺灣酒駕撞死送報生，後來冒用護照潛逃英國的英商林克穎必須被引渡到臺灣服刑。中央社（页面存档备份，存于）
- 對於臺南市市長賴清德日前在中國訪問時提到臺獨，中國國臺辦發言人范麗青認為此事涉及主權及領土，應該由全中國人民決定。新頭殼（页面存档备份，存于）

## 6月12日
- 國立高雄海洋科技大學校務會議否決先前已通過校內公投的兩校合併案，同時也認為三校合併案複雜度高須再評估，因此未做出是否參與的決議。蘋果日報（页面存档备份，存于）

## 6月13日
- 為了表達於政府實施高速公路電子收費政策時生活未受妥善保障之不滿，400名前國道收費員於林口交流道匝道抗議，後於約莫16點時撤離。新頭殼（页面存档备份，存于）
- 民主進步黨針對2014年臺北市長選舉所舉辦的「在野整合民調」由柯文哲勝出，對此沈富雄表示不滿同時也將投入此次選舉。新頭殼（页面存档备份，存于）

## 6月17日
- 基隆市政府部分單位因涉及不法開發而在上午遭基隆地檢署與法務部廉政署搜索，事後檢察官帶回1名證人及多箱證物。新頭殼（页面存档备份，存于）

## 6月18日
- 壹傳媒於臺灣、香港兩地之網站皆遭攻擊，可能與其立場傾向支持佔領中環有關。新頭殼（页面存档备份，存于）
- 身為基隆市議會議長同時也是中國國民黨基隆市市長候選人的黃景泰，在前一日因涉及不法開發而遭檢察官帶回偵訊，本日上午複訊後遭到聲請羈押。新頭殼[永久]

## 6月22日
- 反對桃園航空城計畫的民眾及民間團體於上午採「六步一跪」的方式，自桃園車站遊行至桃園縣政府；同時亦有約數十名支持該開發案的群眾於縣府前集會。新頭殼[永久]

## 6月24日
- 於本年1月拆除國立成功大學光復校區校門「KUANG-FU」字樣的該校校友李盈叡一審獲判無罪。新頭殼（页面存档备份，存于）

## 6月25日
- 本日上午警方及國安人員在無搜索票的情況下強行進入反黑箱服貿民主陣線成員於前一日入住的諾富特飯店房間，引起數名立法委員及多個民間團體譴責，認為此行為嚴重違反憲法所保障之居住自由、遷徙自由等基本人權。風傳媒 新頭殼1（页面存档备份，存于） 新頭殼2 蘋果日報1（页面存档备份，存于） 蘋果日報2（页面存档备份，存于）

## 6月26日
- 本日上午多個民間團體共約20人衝入立法院中山南路側廣場靜坐，表達反對中國國民黨黨團於本次臨時會強行通過自由經濟示範區相關法案之訴求，但稍後即遭警方抬離，期間曾發生推擠並造成數人受傷。新頭殼（页面存档备份，存于）

## 6月27日
- 國臺辦主任張志軍在前往西子灣沙灘會館與陸委會主任委員王郁琦茶敘途中遭到潑漆和灑冥紙。蘋果日報（页面存档备份，存于） 新頭殼（页面存档备份，存于）